# Біличі (станція)
Бі́личі — проміжна залізнична станція 4-го класу Коростенського напрямку Південно-Західної залізниці між зупинним пунктом Новобіличі та станцією Ірпінь. Входить до Київського залізничного вузла. Розташована на території селища Коцюбинське.

## Історія
У 1900 році одночасно розпочались будівельні роботи на всіх дільницях майбутньої лінії залізниці Київ — Ковель. Станція була відкрита 1902 року як Роз'їзд Біличі. Навколо станції поступово сформувалося селище залізничників, що переросло у селище Коцюбинське. Збереглася будівля вокзалу станції, який збудований тоді ж за типовим проектом (подібні будівлі збереглися на станціях Святошин, Ірпінь, Клавдієво, Ірша і Головки).
1959 року станцію було електрифіковано під час електрифікації лінії Київ — Ворзель і сюди вперше пішли електропоїзди.

## Цікаві факти
У 2012 році на станції відбулися зйомки фільму «Метелик»  кіностудії імені Олександра Довженка.